# Jörg Sievers
Jörg Sievers (født 22. september 1965 i Römstedt, Vesttyskland) er en tysk tidligere fodboldspiller (målmand).
Sievers spillede hele sin karriere, fra 1989 til 2003, hos Hannover 96. Klubben spillede gennem hans karriere primært i 2. Bundesliga, men var også i nogle perioder at finde i Bundesligaen. I 1992 var han med til at vinde DFB-Pokalen med klubben efter finalesejr over Borussia Mönchengladbach. Sievers reddede to straffespark i den afgørende straffesparkskonkurrence, der sikrede Hannover sejren.

## Titler
DFB-Pokal
- 1992 med Hannover 96